# تیمرلن حسینوف
تیمرلن حسینوف (اوکراینی: Тимерлан Рустамович Гусейнов؛ زادهٔ ۲۴ ژانویهٔ ۱۹۶۸) بازیکن فوتبال اهل اوکراین است.
از باشگاه‌هایی که در آن بازی کرده‌است می‌توان به باشگاه فوتبال چورنومورتس اودسا، باشگاه فوتبال زوریا لوهانسک، و باشگاه فوتبال زسکا مسکو،و باشگاه فوتبال آرسنال کی‌یف اشاره کرد.
وی همچنین در تیم ملی فوتبال اوکراین بازی کرده‌است.